# Carmen Berenguer

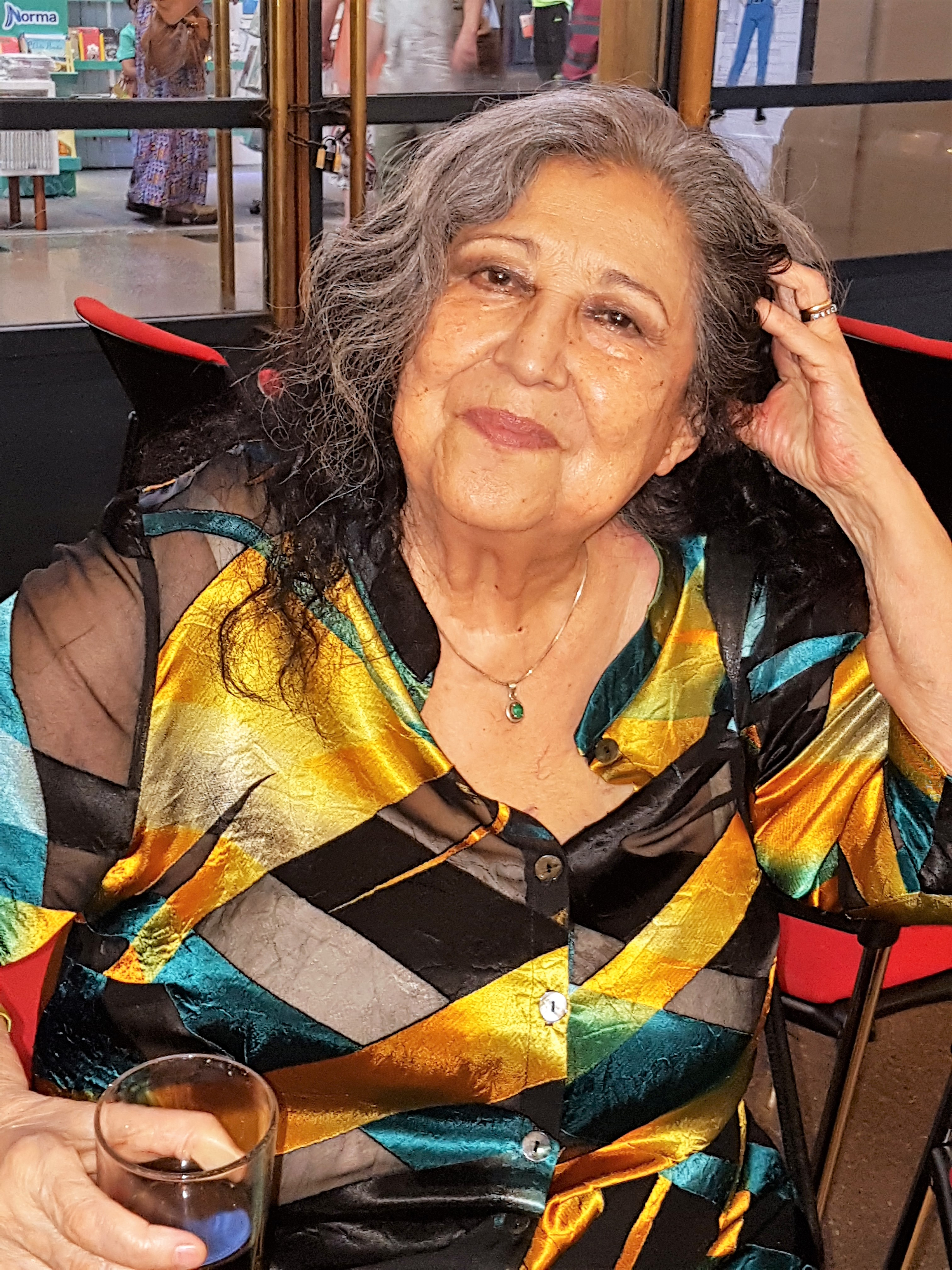
Carmen Berenguer (2017)

Carmen Berenguer (* 9. September 1946 in Santiago de Chile; † 16. Mai 2024 ebenda) war eine chilenische Lyrikerin, Chronistin und Multimediakünstlerin.

## Leben und Wirken
Ihre Gedichte wurden in mehrere Anthologien aufgenommen und sie war Herausgeberin verschiedener Publikationen: Hoja X Ojo, 1984; y Al Margen, 1986.
Am 16. Mai 2024 verstarb Carmen Berenguer im Alter von 77 Jahren in ihrer Geburtsstadt Santiago de Chile.

## Kollaborationen
- Frauenschriftkongress, Organisatorin, Chile, 1987.
- Internationale Gedichtfestspiele mit La reconstrucción del tiempo, von Sergio Badilla Castillo und Sun Axelsson, Stockholm, 1989.
- Delito y Traición, Dokumentarfilm, Nationalkongress (Chile), 2003.

## Ehrungen/Preis
- Pablo-Neruda-Literaturpreis 2008[2]

## Werke
- Bobby Sands desfallece en el muro (1983)
- Huellas de siglo (1986)
- A media asta (1988)
- Sayal de pieles (1993)
- Naciste pintada (1999)
- La gran hablada (2002)
- Chiiit, son las ventajas de la escritura, (2008)
- Mama Marx, (2009)
- Maravillas pulgares, (2009)
- Maravillas pulgares, (2012)
- Venid a verme ahora, (2012)